# 羅傑·克拉克 (演員)
羅傑·克拉克（英語：Roger Clark，1978年7月14日—），愛爾蘭裔美國男演員、配音員。他因在2018年電子遊戲《碧血狂殺2》透過動作捕捉扮演亞瑟·摩根而聞名，該角色為他贏得許多讚譽及榮譽。

## 生平

### 早年
1978年7月14日，羅傑克拉克出生於美國，母親是愛爾蘭人，父親是愛爾蘭裔美國人。每年暑假，他們全家都會到他母親的家鄉斯萊戈度假。12歲時，他隨家人搬到斯萊戈，並在那裡完成了畢業考試。後來他搬到威爾士，在格拉摩根大學學習戲劇。之後他到了倫敦，在當地生活與工作多年後，於2010年代初搬到紐約。

### 職業生涯

#### 碧血狂殺2
羅傑·克拉克為2018年電子遊戲《碧血狂殺2》的主角亞瑟·摩根提供動作捕捉，當他正在考慮要不要扮演亞瑟·摩根時，他向一位住在亞利桑那州弗拉格斯塔夫的朋友尋求建議，了解1890年代的牛仔口音是什麼樣子。當他正式選上這位角色時，遊戲導演羅德·埃哲（Rod Edge）向他推薦了《生死關頭》、《日正當中》、《黃昏三鏢客》等電影，以利他學習西部口音。克拉克於2013年8月開始為《碧血狂殺2》錄音及動作捕捉。
該遊戲於2018年10月發布，克拉克也因扮演亞瑟·摩根而獲得多項提名及獎項。

#### 其他
克拉克在舞台上也有成功的職業生涯，並曾為50多本有聲書配音。

### 個人生活
其大兒子患有自閉症。

## 獎項及提名
| 年分 | 獎項                   | 類別                 | 獲獎（獲提名）專案 | 結果 | 參考  |
| ---- | ---------------------- | -------------------- | ------------------ | ---- | ----- |
| 2018 | 遊戲大獎               | 最佳演出             | 碧血狂殺2          | 獲獎 | [ 5 ] |
| 2019 | 紐約遊戲大獎           | 不夜城最佳遊戲演出獎 | 碧血狂殺2          | 提名 | [ 6 ] |
| 2019 | NAVGTR獎               | 劇情演出，主角       | 碧血狂殺2          | 提名 | [ 7 ] |
| 2019 | 第22屆D.I.C.E.遊戲大獎 | 角色傑出成就         | 碧血狂殺2          | 提名 | [ 8 ] |
| 2019 | 英國學院遊戲獎         | 演出者               | 碧血狂殺2          | 提名 | [ 9 ] |

## 外部連結
- 羅傑·克拉克在互联网电影资料库（IMDb）上的資料（英文）